# Blue Quills First Nation
Blue Quills First Nation är ett reservat i Kanada.   Det ligger i provinsen Alberta, i den centrala delen av landet, 3 000 km väster om huvudstaden Ottawa.
Omgivningarna runt Blue Quills First Nation är en mosaik av jordbruksmark och naturlig växtlighet. Trakten runt Blue Quills First Nation är nära nog obefolkad, med mindre än två invånare per kvadratkilometer.